# Яковлев, Вадим (казак)
Вадим Яковлев — кубанский казак, военный деятель периода гражданской войны. Известен своим участием на стороне Польши в советско-польской войне. Возглавлял трёхтысячный конный отряд кубанского казачьего войска, сражавшийся против советских войск. Полковник Войска польского.

## Боевой путь
Ветеран Первой мировой войны. Во время гражданской войны командовал казачьей бригадой в белой армии генерала А. И. Деникина. После поражения белых перешел на сторону большевиков и вместе со своими людьми вступил в Красную Армию в качестве командира 3-й донской казачьей кавалерийской бригады в составе 1-й Конной армии Будённого. Во время польского наступления на Киев бригада была отправлена на польский фронт.
После неудачи 1-й Конной в сражении под Володаркой (31 мая 1920 года) перешел со своей бригадой на сторону поляков. В польской армии ему было присвоено звание полковника. Бригада Яковлева численностью около 1700 сабель была переименована в Бригаду вольных казаков (пол. Brygada Wolnych Kozaków).
После окончания военных действий в конце 1920 года заключил союз с изгнанным правительством Украинской Народной Республики и продолжил борьбу с красными на Украине. После ряда поражений бригада Яковлева ушла в Польшу. Оставался командиром бригады до её расформирования в 1923 году.
Казаки Яковлева были печально известны своим мародерством и еврейскими погромами на Украине и в Белорусии.